# Słupia (powiat jędrzejowski)
Słupia (Słupia Jędrzejowska) – wieś w Polsce, położona w województwie świętokrzyskim, w powiecie jędrzejowskim, w gminie Słupia.
W latach 1975–1998 miejscowość administracyjnie należała do województwa kieleckiego.
W miejscowości funkcjonują: ośrodek zdrowia, apteka, bank, kafejka internetowa, Świetlica Wiejska, Doświadczalna Stacja Oceny Odmian, piekarnia, jednostka straży pożarnej, poczta, biblioteka, gimnazjum, szkoła podstawowa i przedszkole. Znajduje się tu oczyszczalnia ścieków.
W miejscowości działa klub piłki nożnej, Start Słupia Jędrzejowska, założony w 1995 roku.

## Położenie
Wieś położona na Płaskowyżu Jędrzejowskim, na wschód od Szczekocin. Siedziba urzędu gminy. Dojazd autobusem, najbliższe stacje PKP w Sędziszowie i Szczekocinach.

## Integralne części wsi
| SIMC    | Nazwa       | Rodzaj     |
| ------- | ----------- | ---------- |
| 0269305 | Księże Pole | przysiółek |
| 0269311 | Sachalin    | część wsi  |

## Historia
W czasie II wojny światowej miejsce działalności tajnej filii (5 wydziałów) Uniwersytetu Jagiellońskiego. Upamiętniająca to tablica znajduje się w pałacyku Byszewskich – ostatnich właścicieli dworu. Pod koniec wojny we dworze przebywał Wincenty Witos – ukrywany tu przed zakładanym i niezrealizowanym przerzutem do Anglii.

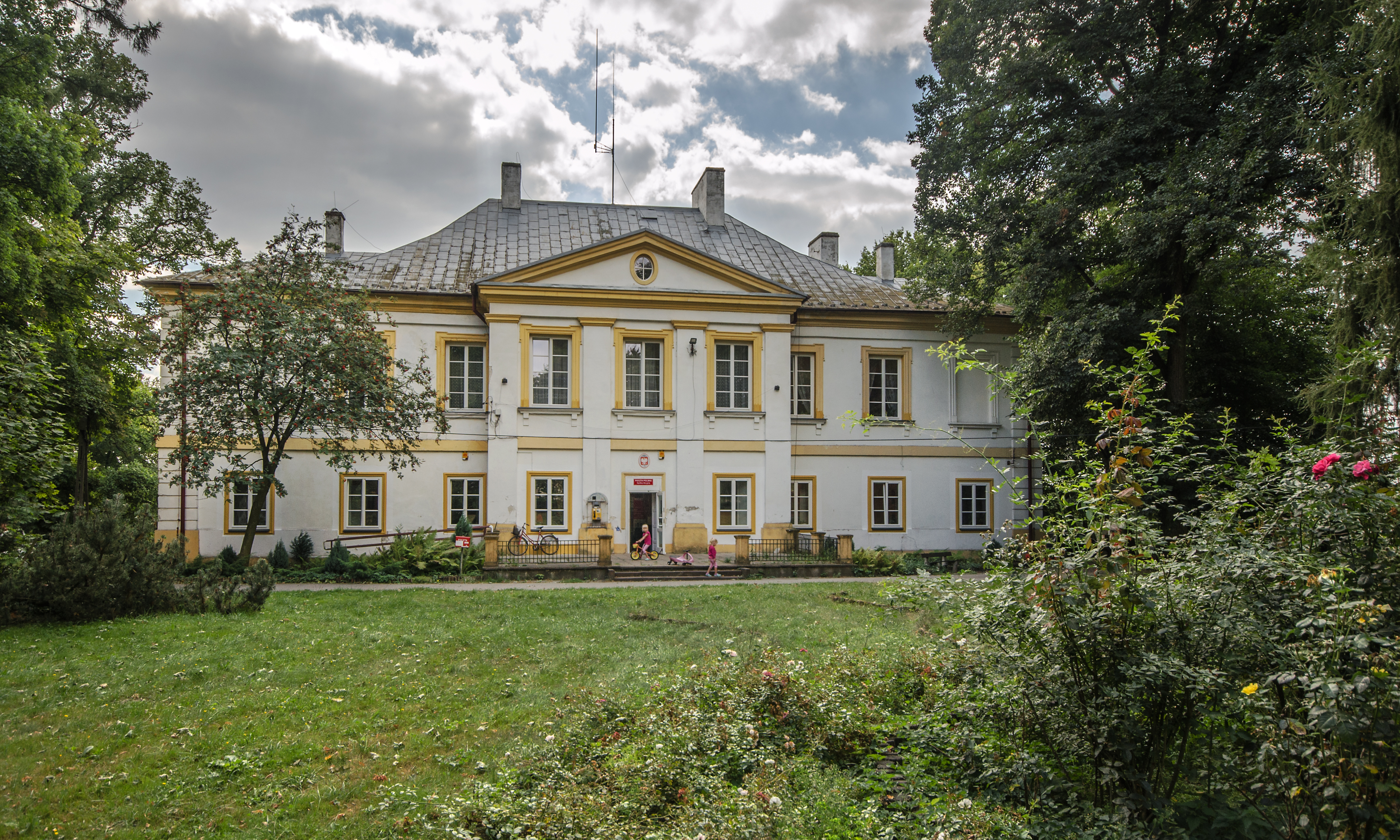
Pałac w Słupi

## Zabytki
- kościół pw. św. Trójcy, wzniesiony w latach 1778–1782, wpisany do rejestru zabytków nieruchomych (nr rej.: A.146 z 15.01.1957 i z 11.02.1967)[6],
- zespół pałacowy (nr rej.: A.147/1-2 z 29.04.1947 i z 6.12.1957)[6]:
  - pałac z II ćw. XIX w., obecnie siedziba Urzędu Gminy,
  - park z XVIII w., przebudowany w II połowie XIX w.